# Herb Kikoła
Herb Kikoła – jeden z symboli miasta Kikół i gminy Kikół, ustanowiony 8 maja 2002.

## Wygląd i symbolika
Herb przedstawia na tarczy koloru czerwonego srebrne godło herbu Ogończyk (rodu związanego z terenami gminy). Umieszczono na nim złotą koronę, a pod półpierścieniem – złoty płot. 